# Bonne chance!
Bonne chance! è un film del 1935 diretto da Sacha Guitry e Fernand Rivers.

## Trama
È una storia che vede una giovane donna, Marie, protagonista della propria vita in quanto sceglie di viverla seguendo il suo desiderio e il suo intuito. Ciò si capisce immediatamente fin dalla prima scena, quando il disegnatore della casa di fronte, Claude, non più giovane ma molto brillante, augura buona fortuna alla ragazza affacciata alla finestra che dà sulla via, una sarta il cui movimento delle mani che lavorano, nelle inquadrature, è messo in relazione a quelle del disegnatore all'opera. La ragazza ha un corteggiatore giovane ma ordinario, Prosper, che prima di partire per fare un'esercitazione militare, per due settimane, chiede la mano alla ragazza per poi concretizzare tutto al suo ritorno. La madre di lei è ben lieta della prospettiva che intravede, dichiarando che vedere sistemata la propria figlia è desiderio di ogni madre. Marie ha un modo cordiale e intelligente di affrontare l’imbarazzante richiesta, chiede di rimandare la decisione, non è convinta assolutamente nonostante l'accerchiamento di madre e pretendente. Sbircia fuori verso la porta di Claude, che sta parlando con una ragazza. Marie è presa d una tale stizza da farle rispondere si alla proposta di matrimonio di Prosper, dimostrando così che la decisione di prediligere Claude è oramai presa. Marie aveva intanto acquistato un biglietto della lotteria proprio affidandosi all'augurio di buona fortuna di Claude al quale, oltretutto, propone di fare a metà in caso di vincita. Il numero risulta vincente, Marie va a svegliare Claude per comunicargli il loro nuovo stato di milionari, due milioni di franchi di cui la metà per lui, stipati in una valigia che si era portata appresso dopo aver depositata la sua parte in banca. Claude cerca di rifiutare ma lei, superstiziosa, dice che quella è la sua parte, può donarla ai poveri se vuole, ma la vincita è collegata al suo augurio per cui va divisa. I modi dei due si fanno vitali e spensierati, come risulta dal dialogo e dai movimenti stessi. Claude propone di fare un viaggio insieme prima che lei si sposi, inizia un corteggiamento intenso ma fraterno con regali e cene insieme in posti esclusivi. Potendosi soddisfare spensieratamente ogni desiderio, Marie esprime quello di rivedere il suo paese natale, Fontenac, nome inventato ma collocato geograficamente nei pressi di Arles. Claude, senza informare Marie, invia al sindaco di quella città 50.000 franche affinché l'accoglienza della ragazza sia grandiosa, e porta ad esempio le celebrazione del 14 luglio. I giorni passano tra progetti sempre più entusiasmanti, Piramidi dell'Egitto raggiunte con voli aerei e Hotel lussuosissimi che condividono dove la correttezza diventa sempre più un gioco mentre la realtà è una particolare storia d'amore aperta al mondo. Arrivano a Montecarlo, al Casinò scoprono, o vogliono scoprire, che soltanto insieme la fortuna arride loro. Quindi il loro legame si trasforma in indissolubile. Siccome a livello paterno Marie non era stata riconosciuta, Claude decide di firmare un documento al comune di Fontenac dove riconosce Marie figlia. Intanto il fatuo Prosper, in inquadrature parallele, in divisa ma anche dopo, è accompagnato ad un'altra ragazza. Infatti non si presenta il giorno stabilito per matrimonio e la sposa mantiene la solita allegria e spensieratezza. Costringe con gentilezza Claude, recalcitrante, a seguirla sull'altare per assistere alla cerimonia. Prosper non si presenta, ma Marie aveva già fatto le carte indicando Claude come sposo. Viene chiamato dal sindaco. Pur imbarazzatissimo, risultando nei documenti padre di Marie, Claude dice si. Fortunatamente il documento del riconoscimento non era stato ancora protocollato per cui poteva essere annullato. Il lieto fine, che comprende il precedente acquisto da parte di Claude del castello di Fontenac per la ragazza, non fa che confermare l'intera storia.

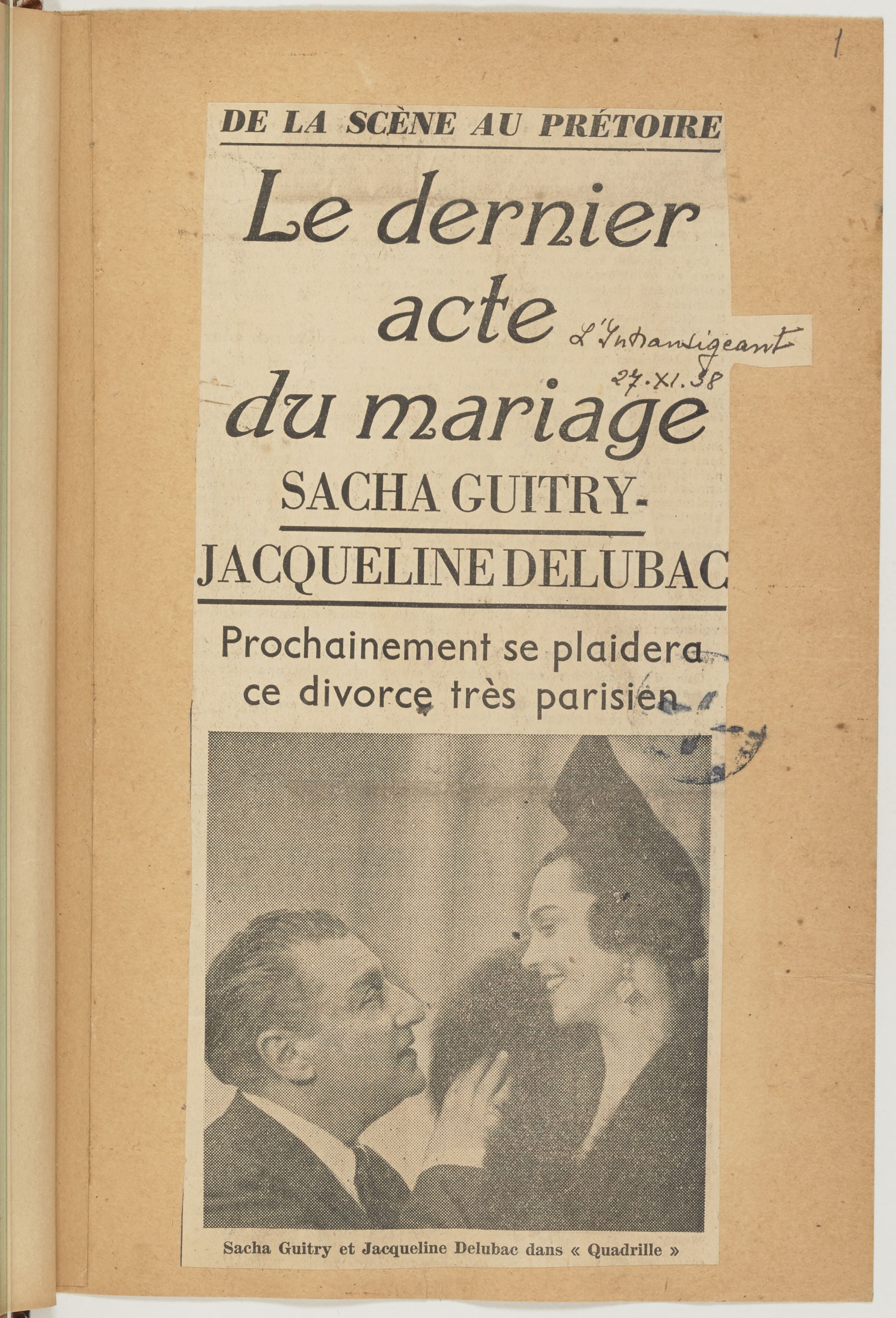
Sacha Guitry e Jacqueline Delubac, sposi nella vita e nel finale del film, divorzieranno in un modo molto parigino nel 1938, come è scritto nei titoli del giornale L'Intransigeant del 27 novembre 1938

## Archetipi femminili
Nicolas Pariser in un articolo su Cahiers du cinéma dedicato al genere della commedia nel cinema prende Bonne chance! quale esempio di messa in scena di archetipi femminili comici che perdureranno nel tempo con variazioni sul tema, un po' come gli attori comici del cinema dell'inizio, maschili, quali Max Linder, Charles Chaplin, Buster Keaton. Nella fase iniziale del cinema sonoro Sacha Guitry, non il solo, ma il migliore, inventa due personaggi con Jacqueline Delubac, ai tempi sua moglie nella vita, e Pauline Carton, la sua più vicina collaboratrice. La prima, bella e giovane attrice che padroneggia lo sviluppo del flirt e della commedia stessa, partner ideale di un eroe seduttore, la seconda una donna di carattere, testarda, dal fisico poco attraente, si potrebbe dire anziana, in realtà senza età.

## Remake
Un remake di produzione statunitense dal titolo Lucky Partners (in italiano Il ponte dell'amore) è uscito nel 1940. Il film, diretto da Lewis Milestone, è interpretato da Ronald Colman e Ginger Rogers.